# Joe Barton
Joe Barton (nascut el 1985) és un guionista britànic de cinema i televisió, més conegut per la sèrie de crims Giri/Haji i el thriller de ciència-ficció The Lazarus Project.

## Primers anys
Barton va néixer a Londres. Va estudiar producció de cinema i televisió a la Universitat de Westminster, i un dels seus primers treballs va ser com a conductor a Cass.

## Carrera
La seva carrera d'escriptor va començar al cinema. Ha escrit pel·lícules com The Ritual, My Days of Mercy i IBoy. El 2020, es va anunciar que havia escrit Encounter, un thriller de ciència-ficció protagonitzat per Riz Ahmed i Octavia Spencer. El distribuirà Amazon Studios. Se'l va cridar per escriure una seqüela de Cloverfield.
Barton també ha escrit molt en televisió, començant per Beaver Falls. També ha escri els guions de Humans, Our World War i la minisèrie èpica Troy: Fall of a City. El 2019, BBC Two va emetre el thriller criminal de Barton Giri/Haji (japonès: 義理/恥, "Deure/vergonya"). La sèrie està ambientada a Londres i Tòquio, amb diàlegs en anglès i japonès. l 13 de desembre de 2020, es va anunciar que Barton seria el showrunner de Half Bad de Netflix, basada en la trilogia de llibres de l'autora Sally Green, amb Andy Serkis i Jonathan Cavendish com a productors executius. Més tard, la sèrie va passar a anomenar-se The Bastard Son & The Devil Himself. El gener de 2021, es va anunciar que Barton substituiria Terence Winter com a showrunner d'una sèrie derivada del departament de policia de Gotham City sense títol basada en The Batman. Més tard es va cancel·lar el març de 2022, a causa de les "diferències creatives". Barton també va revelar, el 2024, que havia llançat una possible quarta temporada de True Detective . HBO, però, ho va rebutjar a favor de Night Country.
El novembre de 2022, es va anunciar que Barton adaptaria l'obra de teatre de Peter Shaffer Amadeus a una sèrie de televisió. Al febrer de 2023, es va anunciar que Barton escriuria i produiria executiva una sèrie dramàtica sense títol Caça-recompenses, dirigida per Michael Bay. El 26 d'abril de 2023 es va anunciar que Barton escriuria la sèrie de Netflix Black Doves, protagonitzada per Keira Knightley.

## Filmografia
Curtmetratge
| Any  | Títol               | Director     |
| ---- | ------------------- | ------------ |
| 2010 | Nowhere Left to Run | Julian Gibbs |

### Llargmetratges
| Any  | Títol                              | Director         |
| ---- | ---------------------------------- | ---------------- |
| 2017 | iBoy                               | Adam Randall     |
| 2017 | The Ritual                         | David Bruckner   |
| 2017 | My Days of Mercy                   | Tali Shalom Ezer |
| 2021 | Encounter                          | Michael Pearce   |
| 2024 | The Union                          | Julian Farino    |
| TBA  | Seqüela de Cloverfield sense títol | Babak Anvari     |

### Televisió
Sèrie de televisió
| Any       | Títol                               | Escriptor | Productor executiu | Creador | Notes                               |
| --------- | ----------------------------------- | --------- | ------------------ | ------- | ----------------------------------- |
| 2009      | Freak                               | Sí        | No                 | No      | 4 episodis, sèrie web               |
| 2012      | Beaver Falls                        | Sí        | No                 | No      | Episodi #2.5                        |
| 2014      | Our World War                       | Sí        | No                 | Sí      |                                     |
| 2015–2016 | Humans                              | Sí        | No                 | No      | 3 episodis                          |
| 2015      | Cuffs                               | Sí        | No                 | No      | Episodi: "Shakedowns and Stakeouts" |
| 2018      | Troy: Fall of a City                | Sí        | No                 | No      | Episodi: "Battle on the Beach"      |
| 2019      | Giri/Haji                           | Sí        | Sí                 | Sí      |                                     |
| 2022      | The Bastard Son & The Devil Himself | Sí        | Sí                 | Sí      |                                     |
| 2022–2023 | The Lazarus Project                 | Sí        | Sí                 | Sí      |                                     |
| 2024      | Black Doves                         | Sí        | Sí                 | Sí      |                                     |
| TBA       | Amadeus                             | Sí        | Sí                 | Sí      |                                     |

Telefilms
- Blackout (2013)
- Glasgow Girls (2014)